# Xã Cash, Quận Perkins, South Dakota
Xã Cash (tiếng Anh: Cash Township) là một xã thuộc quận Perkins, tiểu bang Nam Dakota, Hoa Kỳ. Năm 2010, dân số của xã này là 14 người.